# Камппи (комплекс)
Ка́мппи (фин. Kampin keskus, швед. Kampens centrum) — многофункциональный комплекс, расположенный в районе Камппи города Хельсинки. Совмещает транспортный терминал и торговый центр.
Общая площадь застройки составила около трёх гектаров. Строительство продолжалось около 4,5 лет. Общая площадь центра составила 135 тыс. м², из которых 37000 — магазины, 12500 — офисы, 6000 — жильё. Строительство началось в августе 2002 года. Комплекс сдавался в эксплуатацию частями. Станция метро «Камппи» открылась для входа пассажиров 2 июня 2005 года, автобусный терминал — 5 июня, автовокзал — 6 июня, торговый центр открылся 2 марта 2006 года.

## Транспорт

### Терминал городских автобусов
Расположен на уровне E (уровень земли). Ежедневно через него проходят около 900 автобусов, а в часы пик − более 100 автобусов в час. Терминал имеет 17 платформ.

### Терминал междугородних автобусов
Расположен на уровне C (-1 этаж) на уровне около 6 метров под землёй. Размер зала 14х125 метров. Ежедневно отсюда отправляется около 700 междугородних автобусов. Терминал имеет 32 платформы.

### Станция метрополитена
Находится в 30 метрах от поверхности земли.
Gekko — вход в метро, находится на уровне земли, в центре вестибюля. Оформлен в виде капсулы около 4 метров в диаметре, облицованной керамической плиткой (площадь поверхности около 275 м²).

## Интересные факты
Большая площадь перед комплексом Камппи носит официальное название Narinkkatori, или просто Narinkka. С 1870-го по 1929 год в центре района Камппи торговали б/у одеждой. Торговлю вели русскоязычные купцы, и финны стали звать это место Narinkka — от услышанного рус. На рынке.